# 許邦才
許邦才（？年—？年），字殿卿，山东历城县人。明朝解元、官员。

## 生平
嘉靖二十二年（1543年）癸卯科山东鄉試第一名舉人，先授赵州知州，以事改调贵州永宁州，官至德王府長史，四十二年（1563年）转周府右长史，赏加四品服俸。常与李攀龙、殷士儋诗文唱和。著有《瞻泰楼集》、《海右倡和集》、《梁园集》行世。